# Atarba (Atarba) lyriformis
Atarba (Atarba) lyriformis is een tweevleugelige uit de familie steltmuggen (Limoniidae). De soort komt voor in het Neotropisch gebied.